# Fachwerkspeicherbau (Detmold-Barkhausen)
Der Fachwerkspeicherbau in der Steinkuhlenstraße 30 in Detmold-Barkhausen wurde am 19. Mai 1993 unter der Nummer 414 in die Liste der Baudenkmäler in Detmold eingetragen.
Der ehemalige Speicher wurde ursprünglich in Istrup errichtet und wird auf die erste Hälfte des 18. Jahrhunderts datiert. Das Gebäude wurde  auf den Hof Betghe transloziert und 1892 an seinen heutigen Standort versetzt. Seither wird es als Zweifamilienhaus genutzt.
In der Denkmalbegründung wird die Umnutzung eines landwirtschaftlichen Nebengebäudes als Wohnraum hervorgehoben.